# Kazimierz Mamro
Kazimierz Mamro (ur. 5 lutego 1932 w Dziewinie, zm. 14 września 2019 w Krakowie) – polski specjalista w zakresie metalurgii, prof. zw. dr hab. inż.

## Życiorys
Syn Karola i Marii. W 1954 ukończył studia w zakresie metalurgii w Akademii Górniczej i Hutniczej im. Stanisława Staszica w Krakowie. Obronił pracę doktorską, następnie uzyskał stopień doktora habilitowanego. W 1977 nadano mu tytuł profesora nauk technicznych.
Pracował na stanowisku kierownika w Zakładzie Fizykochemicznych Podstaw Metalurgii na Wydziale Metalurgii i Inżynierii Materiałowej Akademii Górniczo-Hutniczej im. Stanisława Staszica w Krakowie, oraz pełnił funkcję przewodniczącego rady naukowej w Instytucie Metalurgii Żelaza im. Stanisława Staszica.
Pochowany na cmentarzu Salwatorskim (SC3/1/34).

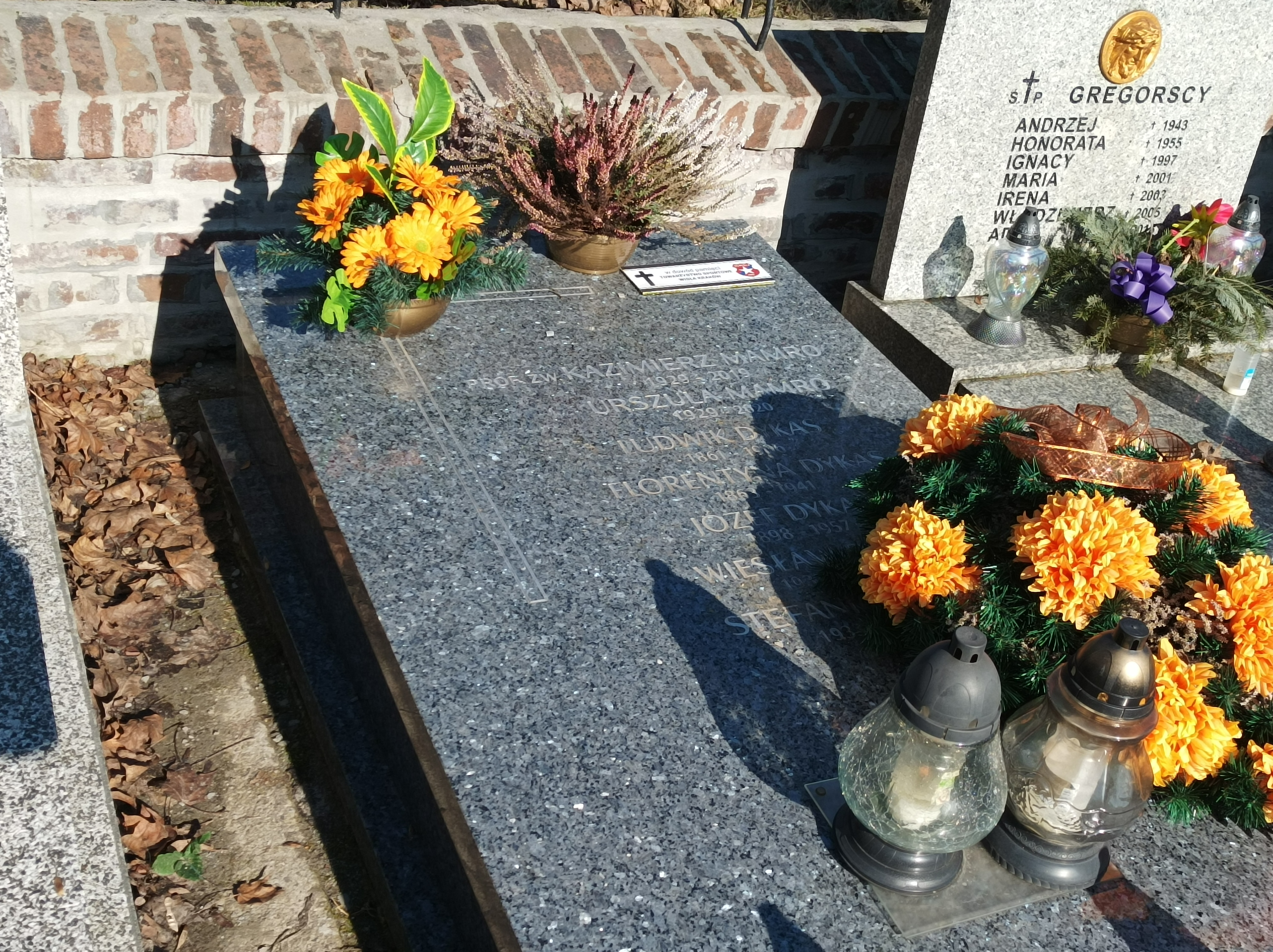
Grób prof. Kazimierza Mamry na cmentarzu Salwatorskim w Krakowie

## Odznaczenia
- Medal Komisji Edukacji Narodowej[4]
- Krzyż Oficerski Francuskiej Legii Honorowej[4]
- Krzyż Kawalerski Orderu Odrodzenia Polski[4]
- Krzyż Oficerski Orderu Odrodzenia Polski[4]
- Złoty Krzyż Zasługi[4]